# Steve Marbs
Steve Marbs (ur. 12 marca 1981 w Hamburgu), znany również jako Nachtgarm – niemiecki wokalista i autor tekstów. Steve Marbs współpracował z takimi grupami muzycznymi jak: Negator, Dämmerfarben, Nayled, Aeons Confer oraz Sanguineus. W 2011 roku dołączył do grupy Dark Funeral w której zastąpił Emperora Magusa Caligulę. Rok później muzyk opuścił skład zespołu.

## Dyskografia
- Negator - Old Black (2004, Remedy Records)
- Dark Age - Dark Age (2004, Remedy Records, gościnnie)
- Negator - Die Eisernen Verse (2005, Remedy Records)
- Pantheon I - The Wanderer and His Shadow (2007, Candlelight Records, gościnnie)
- Negator - Panzer Metal (2010, Remedy Records)